# São Martinho (França)
São Martinho (em francês: Saint-Martin), chamado oficialmente de Coletividade de São Martinho (em francês:  Collectivité de Saint-Martin), é uma coletividade de ultramar da República Francesa, localizada no Caribe. Foi criada em 21 de fevereiro de 2007, englobando a parte norte da ilha de São Martinho e ilhéus vizinhos, sendo o maior deles Tintamarre. A cidade capital da coletividade é Marigot. A parte sul da ilha, chamada em neerlandês de Sint Maarten (São Martinho), integra o Reino dos Países Baixos.

## História
A ilha foi descoberta por Cristóvão Colombo em 11 de novembro de 1493. Foi dividida entre a França e os Países Baixos em 1648. A parte francesa foi administrada a partir de Guadalupe até 21 de fevereiro de 2007, quando se tornou uma coletividade ultramarina separada.

## Demografia
A parte francesa da ilha tem uma área de 53,20 km². Em outubro de 2004, pelo censo francês, a população na parte francesa da ilha era de 33 102 (visto que em 1982 existiam apenas 8 072 habitantes), isso significa que a densidade populacional dessa parte é de 622 habitantes por km² em 2004.
| 1885                                 | 1961  | 1967  | 1974  | 1982  | 1990   | 1999   | 2006   | 2007   |
| ------------------------------------ | ----- | ----- | ----- | ----- | ------ | ------ | ------ | ------ |
| 3 400                                | 4 502 | 5 061 | 6 191 | 8 072 | 28 518 | 29 078 | 35 263 | 35 925 |
| Dados fornecidos pelo censo francês. |       |       |       |       |        |        |        |        |

## Economia
A economia é extremamente dependente do turismo, e conta com diversos resorts de alto nível que atraem milhares de turistas.
É considerada uma colônia agrícola, pela qual recebe subsídios do governo francês e, consequentemente, proíbe a instalação de casinos.

## Mapas

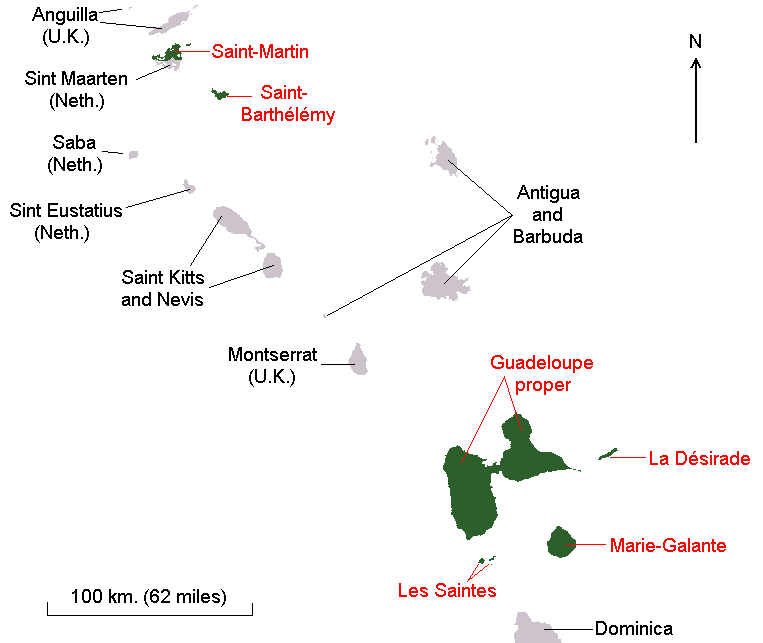
Mapa mostrando as antigas partes contituintes da região/departamento de Guadalupe, incluindo São Martinho, antes de Fevereiro de 2007
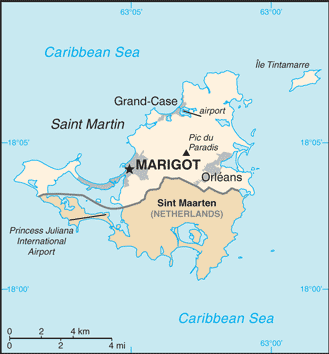
Mapa mostrando São Martinho francesa (norte) e São Martinho holandesa (sul).
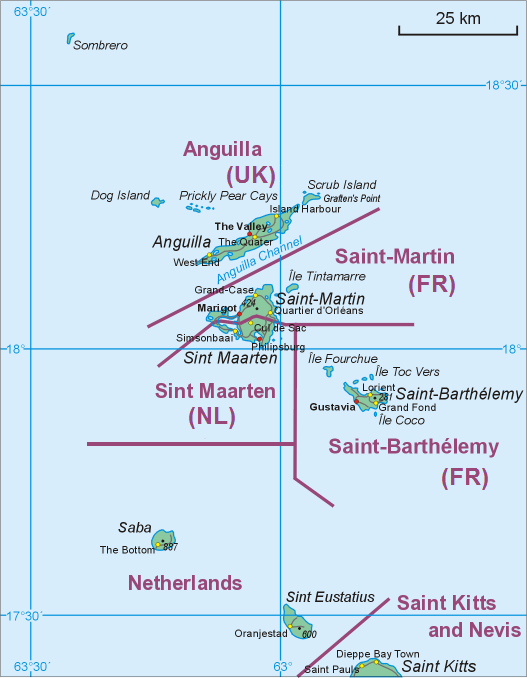
Mapa